# Acoustica DVD
Acoustica DVD è un video del gruppo musicale tedesco Scorpions, pubblicato nel 2001.

## Tracce
1. Loving You Sunday Morning
2. Is There Anybody There?
3. The Zoo
4. Always Somewhere
5. Life Is Too Short
6. Holiday
7. You & I
8. When Love Kills Love
9. Tease Me Please Me
10. Dust in the Wind
11. Send Me an Angel
12. Under the Same Sun
13. Rhythm of Love
14. Back to You
15. Catch Your Train
16. I Wanted to Cry
17. Hurricane 2001
18. Wind of Change
19. Love of My Life
20. Drive
21. Still Loving You

## Formazione
- Klaus Meine - voce
- Rudolf Schenker - chitarra
- Matthias Jabs - chitarra
- Ralph Rieckermann - basso
- James Kottak - batteria

### Ospiti
- Christian Kolonovits - pianoforte
- Johan Daansen - chitarra
- Mario Argandona - percussioni
- Ariana Arcu - violoncello